# Anna Henrietta Bawarska
Anna Henrietta Bawarska (fr. Anne Henriette Julie; ur. 13 marca 1648, zm. 23 lutego 1723) – księżniczka Palatynatu-Simmern i żona Henryka Juliusza Burbona, księcia Burbon, najstarszego syna znakomitego dowódcy okresu Frondy Wielkiego Kondeusza. Po śmierci teścia Anny Henrietty, jej mąż został kolejnym księciem Condé. Sama Anna Henrietta od 1708 roku nosiła tytuł księżnej Arches.

## Życiorys
Anna urodziła się w Paryżu jako druga z trzech córek księcia Edwarda Wittelsbacha księcia Palatynatu-Simmern i Anny Gonzagi. Jej dziadkami byli: Fryderyk V „Zimowy król“ i Elżbieta Stuart oraz Karol I Gonzaga, książę Mantui i Katarzyna de Guise. Jej ciotką była dwukrotna polska królowa Ludwika Maria Gonzaga.

Księżna była wieczną ofiarą. W równej mierze cnotliwa, głupia co brzydka, trochę garbata, cuchnęła potem już z daleka. mimo to mąż był o nią zazdrosny aż do szaleństwa,  co trwało aż do jego śmierci. Pobożność, stałe nadskakiwanie mężowi, łagodność, uległość wielka jak u nowicjuszki, nic nie chroniło jej przed częstymi obelgami, ani biciem, czy kopaniem, co nierzadko ją spotykało. Nie była panią nawet najmniejszej rzeczy, nie ośmielała się nawet niczego żądać, ani nawet zaproponować, by cokolwiek jej dano.

W wieku piętnastu lat została zaręczona z Henrykiem Juliuszem, księciem Enghien - jedynym dzieckiem słynnego dowódcy Wielkiego Kondeusza, księcia Condé. Wielki Kondeusz był najstarszym rodem księciem krwi na francuskim dworze i nosił niezwykle prestiżowy tytuł Pierwszego Księcia Krwi. Jego syn nosił tytuł księcia Enghien i na dworze zwracano się do jego Monsieur le Duc. Małżeństwo zostało zawarte w Luwrze 11 grudnia 1663 w obecności dworu, Ludwika XIV i członków rodziny królewskiej. Od tej pory księżna zaczęła być znana jako Madame la Duchesse, a po śmierci swojego teścia w 1684 roku, Madame la Princesse.
Książę Enghien był niezrównoważony, często agresywny i przez większość część życia uważał, że jest wilkołakiem. Księżna była opisywana jako bardzo pobożna, hojna i miłosierna, przez wiele osób na dworze uważana była za bardzo dobrą matkę i żonę. Mimo tego jej mąż często miewał ataki gniewu, często ją bił, nawet w obecności dworzan. Chociaż małżeństwo Anny Henrietty okazało się porażką, urodziła ona swojemu mężowi dziesięcioro dzieci. Spośród nich, pięcioro przeżyło okres dzieciństwa, a czworo z nich wstąpiło w związki małżeńskie.
Księżna była jedną z osób pośredniczącą w zawarciu małżeństwa pomiędzy jej kuzynką Elżbietą Charlottą Wittelsbach z bratem króla, Filipem, księciem Orleanu w 1671 roku. Ojcowie Anny Henrietty i Elżbiety Charlotty byli braćmi. Kiedy w 1708 roku zmarł jeden z kuzynów Anny Henrietty, Karol IV, ostatni książę Mantui, została ona, jako jego dziedziczka, księżną Arches. W następnym roku w Paryżu w wieku sześćdziesięciu pięciu lat zmarł jej mąż, czyniąc tym samym jej syna Ludwika, kolejnym księciem Condé. Ludwik zmarł w następnym roku i tytuł po nim objął jego syn (a wnuk Anny Henrietty), Ludwik Henryk.
Anna Henrietta zmarła prawdopodobnie na ospę 23 lutego 1723. Została pochowana w konwencie karmelitanek pod wezwaniem św Jakuba w Paryżu.

## Potomstwo
Ze związku małżeńskiego z Henrykiem Juliuszem, księciem Condé (1643–1709) Anna miała dziesięcioro dzieci:
- Henryka Bourbon, księcia de Bourbon (1667–1670),
- Ludwika Bourbon, księcia d'Enghien, książę de Condé (1668–1710),
- Henryka Bourbon, hrabiego de Clermont (1672–1675),
- Ludwika-Henryka Bourbon, hrabiego de la Marche (1673–1675),
- Marię Teresę Bourbon, mademoiselle de Bourbon (1666–1732), od 1688 żonę swojego kuzyna - Franciszka Ludwika Burbona, księcia Conti,
- Annę Bourbon, mademoiselle d’Enghien (1670–1675),
- Annę Marię Bourbon, mademoiselle d’Enghien, później mademoiselle de Condé (1675–1700),
- Annę Ludwikę Benedyktę Bourbon, mademoiselle d’Enghien, później mademoiselle de Charolais (1676–1753), od 1692 żonę Ludwika Augusta Burbona, księcia Maine (nieślubnego syna króla Ludwika XIV),
- Marię Annę Bourbon, mademoiselle de Montmorency, później mademoiselle d’Enghien (1678–1718), żonę Ludwika Józefa Burbona, księcia Vendôme,
- córkę, mademoiselle de Clermont (1679–1680).

## Życiorys
- Maria de Rabutin-Chantal: Listy pani de Sévigné, Państwowy Instytut Wydawniczy, Warszawa 1981.
- Louis de Rouvroy, książę de Saint-Simon, Pamiętniki, PIW Warszawa.
- Elwira Watała: Cuchnący Wersal, Videograf 2013. ISBN 978-83-7835-180-1